# Álex Aizpuru Aizbitarte
Álex Aizpuru Aizbitarte (Azpeitia, Guipúzcoa, 21 de enero de 1994), conocido deportivamente como Kaxe, es un futbolista español que juega en la posición de delantero para el Inter Club d'Escaldes de la Primera División de Andorra.

## Trayectoria
Formado en las categorías inferiores del C. D. Lagun Onak, llegó a jugar con el primer equipo. Su rendimiento en le abrió las puertas de la S. D. Eibar, que le incorporó para su filial, el C. D. Vitoria. Más tarde, estuvo en la S. D. Beasáin, con el que realizó una media temporada con 13 goles en 15 partidos en Tercera División.
En diciembre de 2016 se incorporó al Club Rápido de Bouzas del Grupo I de Segunda División B, en el que anotó seis goles en 17 partidos, en un equipo que se quedó a las puertas de disputar la fase de ascenso.
Comenzó la temporada 2018-19 en las filas del East Riffa de la máxima categoría en Baréin.
En diciembre de 2018 fichó por la S. D. Ponferradina para regresar al Grupo I de la Segunda División B, con la que compitió en la segunda vuelta de competición logrando el ascenso a la Segunda División.
El 27 de agosto de 2021 firmó por el C. E. Sabadell F. C., que competía en la Primera División RFEF, en calidad de cedido por el conjunto berciano. Al acabar la temporada regresó a Ponferrada, rescindiendo su contrato con el club el 12 de agosto. Al día siguiente firmó por el C. D. Atlético Baleares hasta junio de 2023, aunque salió al comenzar el año después de haber anotado un único tanto en los dieciséis partidos que jugó.
El 4 de enero de 2023 se anunció su fichaje como nuevo jugador de la Unión Deportiva Ibiza. Debutó cuatro días después en un partido de la Segunda División que perdieron por la mínima ante la S. D. Eibar. Su etapa en el club terminó con una lesión en la rodilla en el mes de mayo. Una vez recuperado se unió al Sestao River para ayudar al equipo a lograr la permanencia en Primera Federación. En esa categoría siguió jugando durante la temporada 2024-25 al fichar por la S. D. Amorebieta. Marcó dos goles durante la campaña y en agosto de 2025 se incorporó al Inter Club d'Escaldes andorrano.

## Clubes
| Club                          | País    | Año       |
| ----------------------------- | ------- | --------- |
| C. D. Lagun Onak              | España  | 2015-2016 |
| C. D. Vitoria                 | España  | 2016-2017 |
| S. D. Beasáin                 | España  | 2017-2018 |
| Club Rápido de Bouzas         | España  | 2017-2018 |
| East Riffa Club               | Baréin  | 2018      |
| S. D. Ponferradina            | España  | 2019-2022 |
| C. E. Sabadell F. C. (cedido) | España  | 2021-2022 |
| C. D. Atlético Baleares       | España  | 2022      |
| U. D. Ibiza                   | España  | 2023      |
| Sestao River                  | España  | 2024      |
| S. D. Amorebieta              | España  | 2024-2025 |
| Inter Club d'Escaldes         | Andorra | 2025-     |